# جون س. ماكمانوس
جون س. ماكمانوس (بالإنجليزية: John Coyne McManus)‏ هو مؤرخ عسكري أمريكي، ولد في 1965.